# Pintobdella cajali
Pintobdella cajali är en ringmaskart som först beskrevs av Arturo Caballero 1934.  Pintobdella cajali ingår i släktet Pintobdella och familjen käkiglar. Inga underarter finns listade i Catalogue of Life.